# Rod Temperton
Rodney Lynn “Rod” Temperton (Cleethorpes, 9 ottobre 1949 – Londra, 25 settembre 2016) è stato un cantautore, compositore, produttore discografico e musicista inglese.
Divenne noto per aver scritto un certo numero di canzoni eseguite da Michael Jackson, tra cui la title track di Thriller, l'album più venduto di tutti i tempi. Tra le altre canzoni da lui composte ci sono: Stomp! per The Brothers Johnson, Give me the night per George Benson e Love is in control (Finger on the trigger) per Donna Summer.
Morì il 25 settembre 2016, due settimane prima del suo sessantasettesimo compleanno.